# Австрійська школа

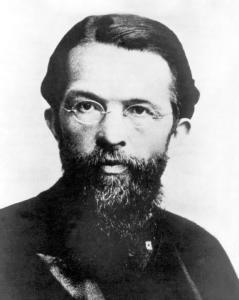
Карл Менгер (1840–1921) — засновник Австрійської економічної школи та один з засновників неокласичної економічної теорії.

Австрійська економічна школа (нім. Österreichische Schule; англ. Austrian School) — це назва групи теоретиків, які представляють певну неортодоксальну доктрину в економічній теорії. Центральною ідеєю є еволюційне створення знань підприємцем та врахування динамічної невизначеності економічних процесів. Школа підкреслює важливість окремих людей та їхніх індивідуальних уподобань для економічних процесів (суб'єктивізм, методологічний індивідуалізм). Крім того, існує неприйняття математичного представлення економічних відносин — за деякими винятками, такими як Оскар Моргенштерн (четверте покоління) та Роджер Гаррісон («нові австрійці»). Математично-скептичному підходу протистоїть Лозаннська школа, яка виникла приблизно в той же час, та інші теорії з їхніми математично сформульованими моделями рівноваги (неокласична теорія). Прихильники та представники Австрійської школи досі вважають, що теорії не можуть бути остаточно спростовані історією чи емпірикою.
Засновником Австрійської школи зазвичай вважається Карл Менгер, який зробив внесок у розвиток школи граничної корисності своєю теорією граничної корисності: він стверджував, що класичний парадокс цінності, тобто питання про зв'язок між цінністю і корисністю, можна вирішити, визначивши цінність блага за внеском іншої одиниці блага в задоволення людської потреби. Цей підхід став відомим у суперечці про методи між економічною та історичною школами, в якій Менгер стверджував, що економічна теорія є незалежною від економічної історії. Ойґен фон Бем-Баверк доповнив теорію Менгера суб'єктивістською теорією капіталу, згідно з якою відсоткова ставка на капітал виникає в ринковому процесі між індивідами з різними часовими преференціями. Власник капіталу відмовляється від споживання в теперішньому часі, щоб отримати відсоток в обмін на свою відмову. На цій основі Людвіг фон Мізес побудував теорію грошей і ділового циклу. Він пояснював економічні цикли викривленням виробничого процесу через створення грошей центральними банками, які стимулюють надмірні інвестиції через надмірно низькі відсоткові ставки. Фрідріх Гаєк удосконалив цю теорію, тим самим різко виступивши проти теорії Джона Мейнарда Кейнса та монетаризму (Чиказька школа).
З середини XX століття більшість економістів критично ставляться до сучасної Австрійської школи і вважають її відмову від математичного моделювання, економетрики та макроекономічного аналізу неортодоксальною економікою, тобто такою, що перебуває поза економічним мейнстрімом.
У 1970-х роках інтерес до Австрійської школи значно підсилився після того, як Фрідріх Гаєк отримав Нобелівську премію з економіки 1974 року.
Ідеї Австрійської школи щодо неефективності і руйнівних наслідків втручання держави в економіку становлять основу економічної доктрини лібертаріанства.
Людвіг фон Мізес писав:
Що вирізняє австрійську школу та забезпечить їй вічну славу, так це її вчення про економічну діяльність, на відміну від вчення про економічну рівновагу або бездіяльність.

## Значення поняття

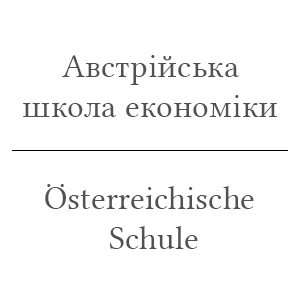
Австрійська школа економіки

Поняття Австрійської школи охоплює достатньо різноманітні поняття. Ізраель Кірцнер, учень Людвіга фон Мізеса, розрізняє п'ять різних поглядів на зміст терміна:

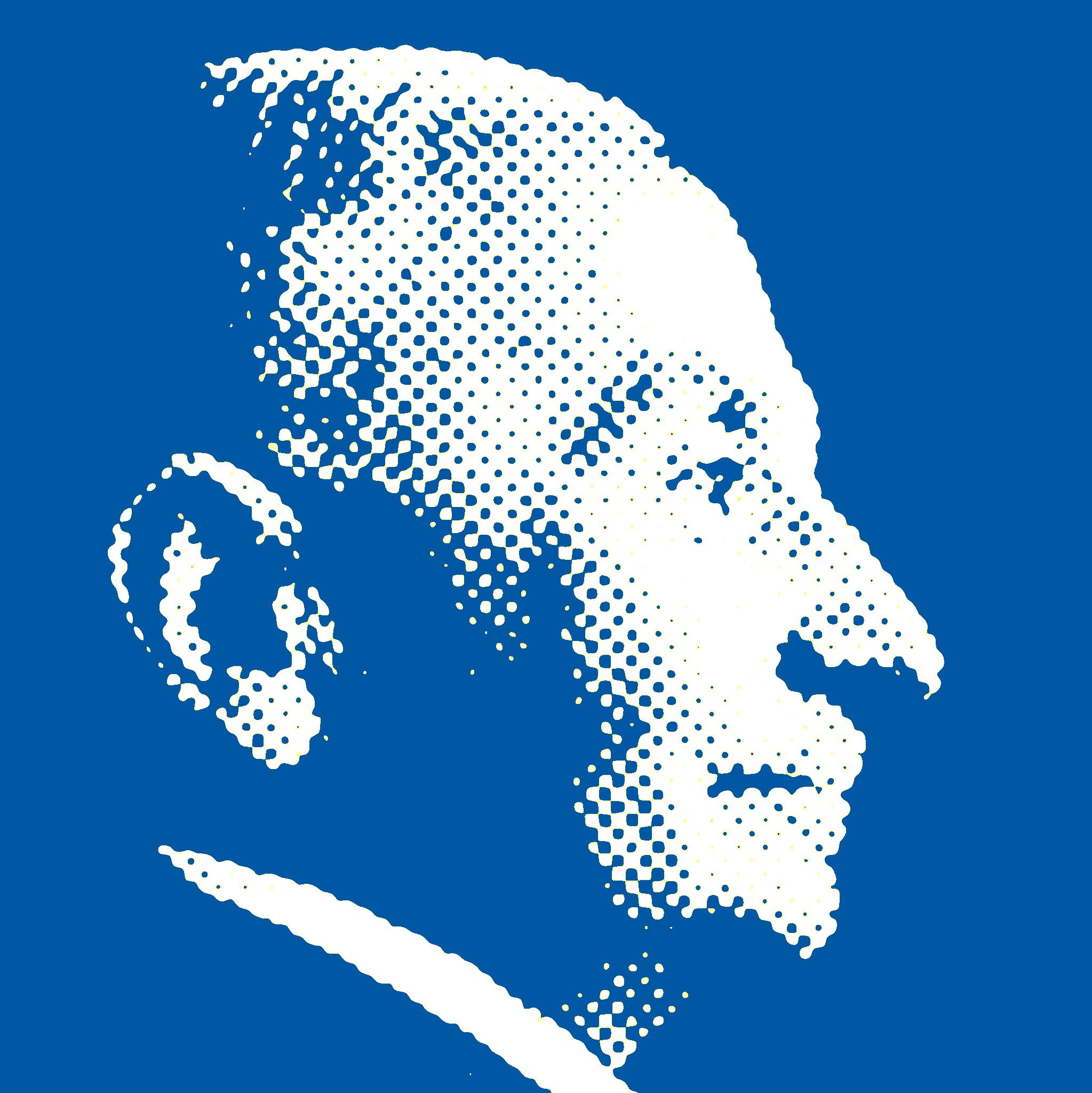
Людвіг фон Мізес — ключова фігура Австрійської економічної школи.

1. Погляд на Австрійську школу, особливо поширений у Німеччині та Австрії, як на суто історичну економічну епоху, вчення якої (передусім доктрина граничної корисності та економічна теорія, незалежна від економічної історії) були визнані майже всіма іншими школами найпізніше з 1930 року.
2. Незгасаючий інтерес до теорії капіталу Бем-Баверка, але без строго суб'єктивістської теорії Менгера. У цьому сенсі термін вживають передусім Джон Гікс («Капітал і час: неоавстрійська теорія» (1973)), Петер Бернгольц і Мальте Міхаель Фабер («Вступ до сучасної австрійської теорії капіталу» (1979)).
3. З початку 1980-х років термін «австрійський» використовується в США для позначення загалом лібертаріанської політичної філософії, що виступає за вільні ринки. Цей термін належить, зокрема, Мюррею Ротбарду.
4. Як інтерес до історичної австрійської школи, що існує в США приблизно з 1970 року з ідеями та методами Карла Менгера та економічних теоретиків, згаданих нижче як перше покоління, включаючи пізніші концепції Людвіга фон Мізеса та Фрідріха Гаєка, іноді використовується термін «неоавстрійці» (англ. Neo-Austrians). У цьому значенні термін можна знайти у Мюррея Ротбарда («Людина, економіка і держава» (1962)), Ізраеля Кірцнера («Конкуренція та підприємництво» (1973)). Неоавстрійці вирізняються насамперед своїм поглядом на ринки як на процес, на відміну від моделі економічної рівноваги, яка домінує в мейнстрімній економіці.
5. Термін, що використовується для опису загальної суб'єктивістської теорії мікроекономіки, яка підкреслює невизначеність усіх економічних рішень. Кірцнер пов'язує це розуміння з роботами Джорджа Шекла та Людвіга Лахмана.

## Основні положення
Фріц Махлуп, учень Фрідріха Візера та Людвіга фон Мізеса, у 1982 році назвав шість основних доктрин Австрійської школи, які сформували центральну частину австрійських інновацій близько 1930 року:
- Методологічний індивідуалізм: економічні факти повинні пояснюватися на основі дій окремих осіб (не плутати з ідеологічним чи політичним індивідуалізмом, протилежністю є методологічний колективізм).
- Методологічний суб'єктивізм: економіка ґрунтується на вивченні дій реальних людей, їхніх суб'єктивних знань (або відсутності знань), їхніх суб'єктивних потреб і суб'єктивних очікувань.
- Теорія граничної корисності: всі економічні рішення визначаються граничною корисністю.
- Корисність: суб'єктивні судження (корисність) і спадна гранична корисність визначають попит і, таким чином, ринкову ціну.
- Альтернативні витрати (також відомі як закон витрат Візера): дії залежать від оцінки альтернативних варіантів поведінки.
- Часова структура споживання та виробництва: рішення заощаджувати чи споживати ґрунтується на суб'єктивних часових преференціях.

Він перераховує наступні доктрини як суперечливі всередині школи, які поширилися в США з 1960-х років, особливо завдяки Людвігу фон Мізесу:
- Повний суверенітет споживача: споживачі виражають свої потреби через попит. Лише ринок, вільний від державного втручання, через конкуренцію забезпечує постійне та оптимальне задоволення потреб споживачів (через систему цін, яка виконує регулюючу функцію).
- Політичний індивідуалізм: лише повна економічна свобода забезпечує політичну та моральну свободу громадян у довгостроковій перспективі. Економічні обмеження призводять до все більших обмежень політичної і моральної свободи.

Оскільки незаперечні тези школи незабаром були визнані всіма економічними школами, Ізраїль Кірцнер вважає за необхідне доповнити список двома пунктами, що стосуються пізніх робіт Людвіга фон Мізеса та Фрідріха Гаєка:
- Ринки та конкуренція як процес навчання та відкриттів.
- Індивідуальні рішення як вибір між індивідуально ідентифікованими альтернативами у принципово невідомому контексті.

Американські неоавстрійці, яких в основному характеризують Людвіг фон Мізес та його учень Мюррей Ротбард, визначають себе, перш за все, через відмежування від неокласичних та (нео)кейнсіанських моделей рівноваги, які описуються як статичні. Хесус Уерта де Сото, іспанський представник неоавстрійців, виділяє наступні доктрини як характерні для цього напряму:
- Формулювання універсальної теорії людської поведінки (на відміну від суто економічної теорії раціонального прийняття рішень).
- Підприємець, що створює знання, креативний підприємець як економічний суб'єкт (на відміну від неокласичного homo oeconomicus).
- Можливість підприємницьких помилок (на відміну від неокласичної моделі повної інформації).
- Суворе розмежування між об'єктивним (науковим) і суб'єктивним (практичним) знанням.
- Ринки як процес відкриття (на відміну від неокласичної моделі досконалої конкуренції).
- Теорія суб'єктивних витрат (на противагу неокласичній теорії об'єктивних витрат).
- Вербальна логіка (на противагу неокласичній математичній формалізації).
- Апріорно-дедуктивний метод (на відміну від емпіричної моделі).
- Неможливість кількісних прогнозів, але обмеження прогнозуванням закономірностей.
- Прогнозування економічних подій через підприємницькі здібності кожної людини (на відміну від соціальної інженерії).

## Методологія
Австрійська школа вважає, що теорії не можуть бути явно фальсифіковані історією чи емпірикою через «прив'язаність даних до теорії». На практиці епістемологічний скептицизм нової австрійської школи вийшов далеко за межі критичного раціоналізму. Фрідріх Гаєк ніколи не намагався перевірити свої теорії емпірично. Він виправдовував це тим, що емпірична перевірка можлива лише для простих теорій, але не для складних явищ — таких, як робота Гаєка. Така позиція була б неспроможною навіть з точки зору представника критичного раціоналізму. Це тим більше серйозно, що Гаєк хотів вирішити практичні проблеми. Тут, очевидно, нелогічно зупинятися на судженні per se без перевірки конкретного ефекту. Світогляд Людвіга фон Мізеса характеризувався каталактичністю і праксеологією, радикальним апріоризмом і тотальною опозицією до емпіризму, економетрики і безплідної математики.

## Історія та розвиток теорії

### Попередники в античній та схоластичній традиції
Представники школи вбачають у праці Цицерона «Про державу» (De re publica) 51 р. до н.е. аргументи, які згодом стануть центральними в міркуваннях Мізеса та Гаєка про неможливість соціалізму: централізоване планування ніколи не матиме у своєму розпорядженні знань, які можна порівняти з тими, що виражаються через систему цін. Тому централізовано керована економіка неминуче поступалася ринковій системі з точки зору ефективності.
«(2) Is dicere solebat ob hanc causam praestare nostrae civitatis statum ceteris civitatibus, quod in illis singuli fuissent fere, qui suam quisque rem publicam constituissent legibus atque institutis suis, ut Cretum Minos, Lacedaemoniorum Lycurgus […], nostra autem res publica non unius esset ingenio, sed multorum. […] Nam neque ullum ingenium tantum extitisse dicebat, ut, quem res nulla fugeret, quisquam aliquando fuisset, neque cuncta ingenia conlata in unum tantum posse uno tempore providere, ut omnia complecterentur sine rerum usu ac vetustate.»

«(2) Цей чоловік говорив, що в цьому полягає причина переваги нашої конституції над конституціями інших держав, що в останніх завжди були лише окремі особи, які, кожен у своїй країні, своїми законами та установами заснували конституцію держави; наприклад, Мінос у критян, Лікург у спартанців; [...] тоді як у нашій державі конституцію заснував не талант однієї особи, а багатьох. [...] Бо, за його словами, ніколи і ніде не було людини з таким всеосяжним розумом, щоб ніщо не вислизало від нього; і неможливо, щоб об'єднання всіх талантів в один період могло розрахувати все в довгостроковій перспективі таким чином, щоб це могло замінити досвід і випробування часом».
На відміну від Макса Вебера, Фрідріх Гаєк бачить витоки капіталізму не в кальвіністській та протестантській етиці, а в пізній схоластичній школі Саламанки і цитує Луїса де Моліну та Хуана де Луго у своїй Нобелівській промові 1974 року; Мюррей Ротбард назвав Саламнкську школу «протоавстрійцями». Хесус Уерта де Сото вбачає в їхніх вченнях, а також у вченнях Річарда Кентіллона (1680-ті–1734) та Тюрго (1727–1781) всі основні ідеї австрійської школи, які вже були передвісниками ідей Австрійської школи.
Деякі історики економічної думки вважають Кондільяка (1715–1789) передвісником Австрійської школи. Засновник Австрійської школи Карл Менгер (1840–1921 рр.) у «Принципах економічної науки» (1871 р.) цитує Кондільяка набагато більше, ніж інших авторів, мабуть, за винятком Адама Сміта.

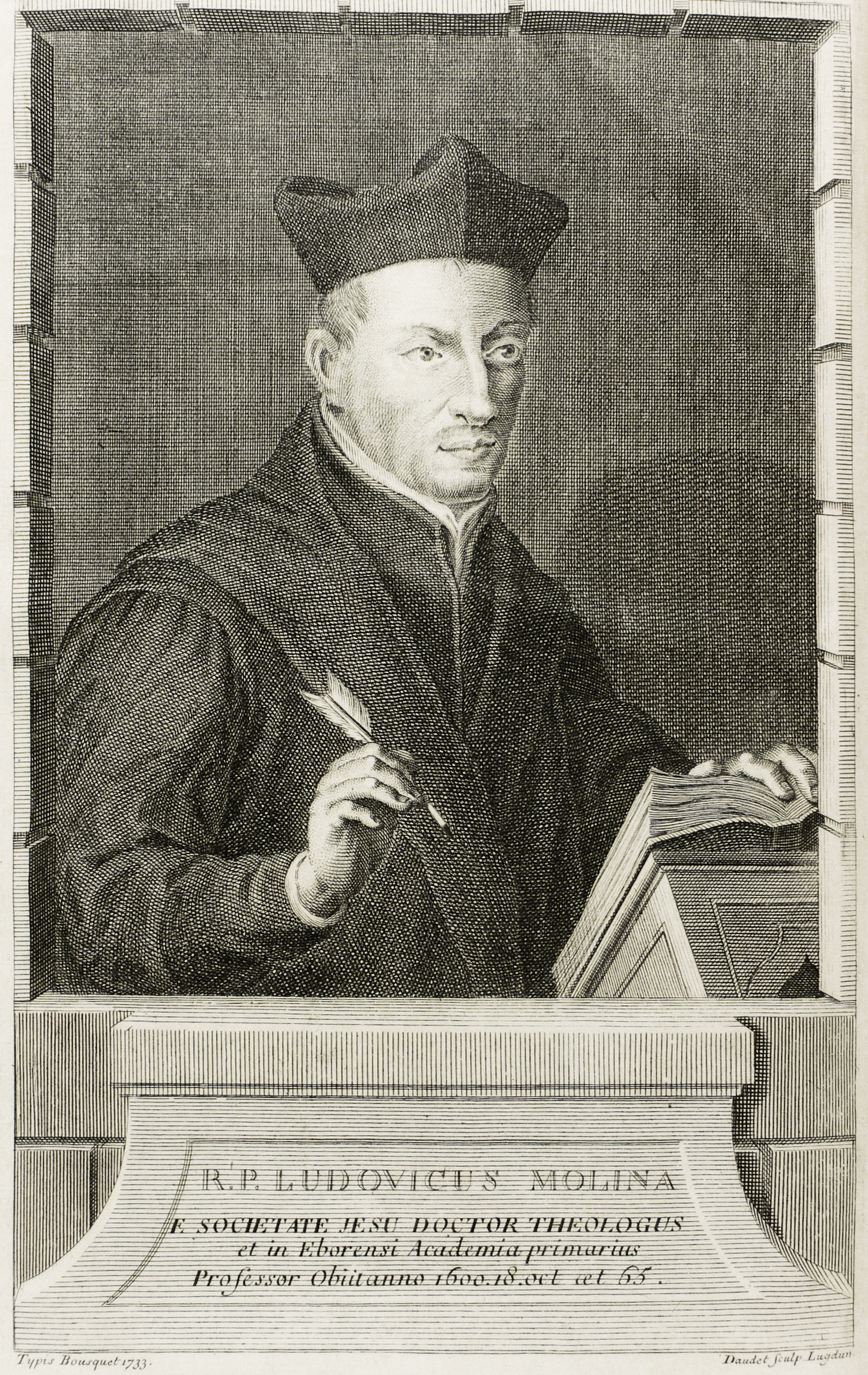
Луїс де Моліна (1536–1624)

Дієго де Коваррубіас-і-Лейва (1512-1577) вже розвинув суб'єктивну теорію вартості в «Omnia Opera» (1604), згідно з якою вартість речі не залежить від внутрішніх, об'єктивно даних характеристик, а визначається виключно суб'єктивною оцінкою, яку їй надають. Карл Менгер цитує його роботу Veterum collatio numismatum у «Принципах економічної науки» (1871). Взаємозв'язок між витратами і цінами обговорює Луїс Саравія де ла Калле; в Instrucción de mercadores (1544) він вчить (на відміну від пізнішої класичної економічної теорії), що витрати залежать від ціни. Справедлива ціна визначалася ринковим дефіцитом. Ідею динамічної конкуренції вже обговорювали Луїс де Моліна та Херонімо Кастільйо де Бовадільйо (Política para corregidores (1585)). Хуан де Луго (1583-1660) у 1643 році писав про ціни рівноваги, які так характерні для пізнішої класичної економіки: «pretium iustum matematicum licet soli Deo notum» (тільки Богу дозволено знати справедливу математичну ціну). Міркування про часову преференцію та створення грошей банками можна знайти в 1556 році у Мартіна де Аспілкуета. У 1605 році Хуан де Маріана опублікував теорію про шкідливі наслідки інфляції в De monetae mutatione, а в 1625 році - Discurso sobre las enfermedades de la companía, в якій він оголосив державне втручання шкідливим через обмеженість знань держави. Втручання являло собою порушення природних прав і призводило до хаосу в довгостроковій перспективі.
Творчий підприємець як ключова фігура в економічному процесі розглядався Річардом Кентіллоном у 1730 році, а розсіяні знання - Тюрго у 1759 році. Хайме Балмес (1810-1848) розглядав класичний парадокс цінності у своєму есе «Verdadero idea del valor» (1844) і розглядав, як вирішити його, розглядаючи граничну корисність.
Серед попередників у вужчому сенсі можна назвати німецьку школу корисності з її підходом суб'єктивної теорії цінності, представлену, серед інших, Готлібом Гуфеландом, Карлом Генріхом Рау та Фрідріхом фон Германом.

### Перше покоління: Карл Менгер (1840–1921)

#### Основи економічної науки (1871)

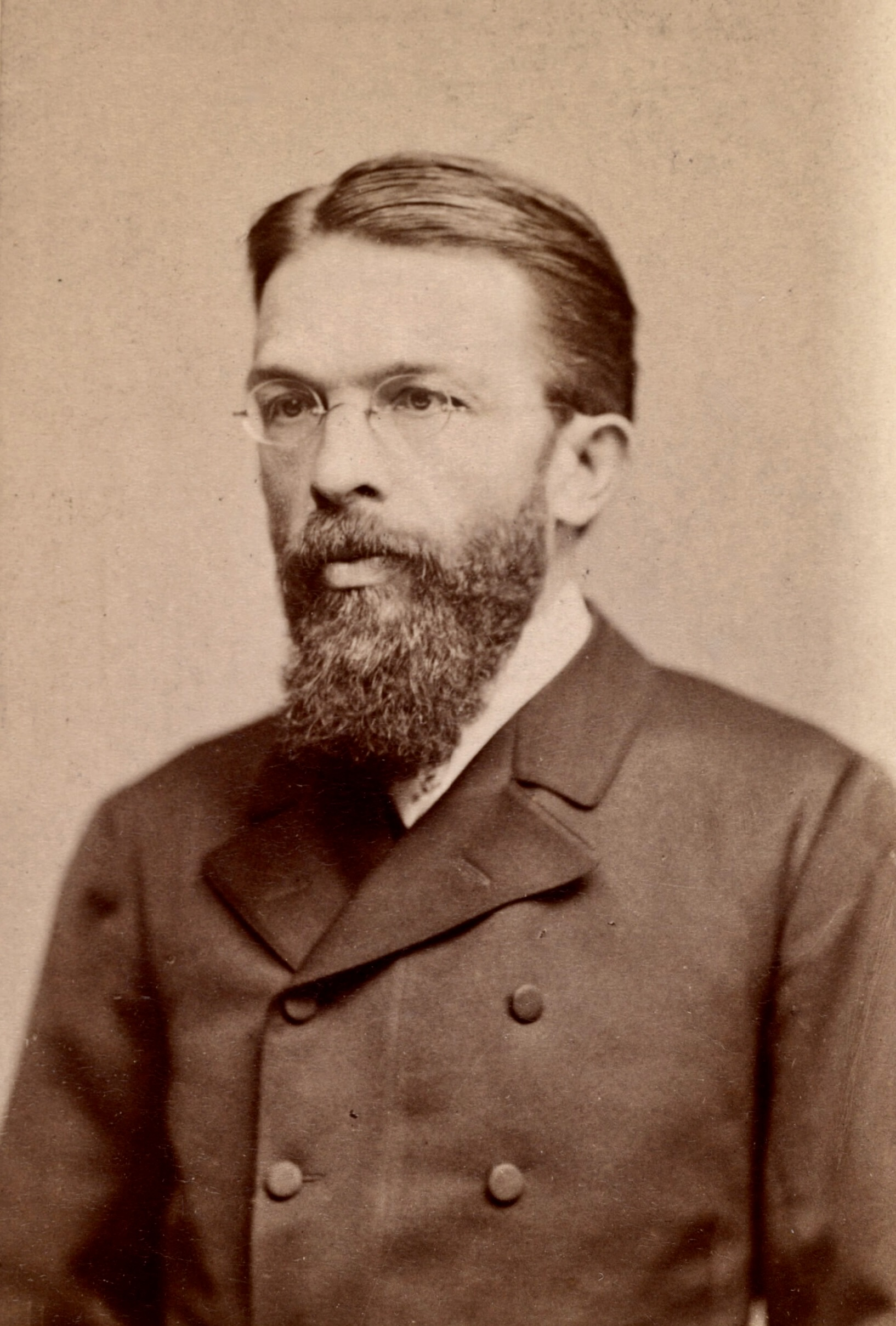
Карл Менгер (1840–1921)

Перше і друге покоління також називають «стара австрійська школа». Карл Менгер вважається фактичним засновником школи завдяки своїй праці «Принципи економічної науки» (нім. Grundsätze der Volkswirthschaftslehre), опублікованій у 1871 році і присвяченій Вільгельму Рошеру. Ці принципи є першим всеосяжним викладом економіки з послідовно суб'єктивістської перспективи. Перш за все, Менгер бачив у них різкий контраст з класичною економчною теорією. У центрі міркувань Менгера — людина як творча істота і головна дійова особа всіх економічних і соціальних процесів. Виходячи з методологічного суб'єктивізму, Менгер розглядав задоволення людських потреб як «кінцеву мету» всієї економічної діяльності. Тому він поділив блага на блага першого порядку (або споживчі блага) і блага більш високих порядків (другого, третього й т.д.). Блага першого порядку безпосередньо задовольняють людські потреби; товари більш високих порядків є проміжними етапами у виробництві товарів першого порядку. Цінність товару — це його суб'єктивна оцінка для задоволення людських потреб, його корисність: «придатність речі служити задоволенню людських потреб». Уерта де Сото вважає це найважливішим внеском Менгера в економічну теорію; Френк Г. Найт, з іншого боку, вважав це «менш важливим внеском».
Ллелевін Роквелл так описує виникнення Австрійської школи:
«Прото-австрійська традиція починається з іспанських схоластів 15-го століття, які вперше презентували індивідуалістичне і суб'єктивне розуміння цін і заробітної плати. Але формальне засування школи датується публікацією у 1871 р. «Принципів економічної науки» Карла Менгера, яка змінилв розуміння економістами вартості ресурсів і ціноутворення ресурсів, поваливши «маржиналістською революцією» одночасно класичний і марксистській погляди».
Менгер вирішив так званий класичний парадокс цінності, проаналізувавши граничну корисність. Герман Гайнріх Ґоссен, Леон Вальрас
(«Елементи чистої політичної економії» (1874)) та Вільям Стенлі Джевонс («Теорія політичної економії» (1871)) вже пройшли цей шлях майже одночасно з ним і незалежно один від одного; на відміну від них, пояснення Менгера не ґрунтується на математичних викладках, а є лише наслідком застосованого суб'єктивістського погляду.

Як зазначив Норман П. Беррі: 
Парадоксально, але й сучасна формалізована неокласична економіка, й австрійська традиція вийшли з одного джерела — маржиналістської революції 1870-х рр.

#### Дослідження методу суспільних наук (1883)
Іншим важливим внеском Менгера є його теорія розвитку «соціальних явищ», яку він вже обговорював у «Принципах» на прикладі грошей. У «Дослідженнях про метод соціальних явищ і політичної економіки зокрема» (1883) він пізніше повернувся до питання: «Чому інститути, які служать загальному благу і мають велике значення для його розвитку, можуть виникати без спільної волі, спрямованої на їх виправдання?» Фрідріх Карл фон Савіньї, Монтеск'є, Г'юм і Берк започаткували теоретичну традицію еволюційного, історичного та спонтанного розвитку; їм протистояли представники раціоналістичного підходу (Тібо, Бентам). Менгер у «Принципах» сповідував історичний підхід. Він узагальнив його у своїх дослідженнях. Всі соціальні явища є «ненавмисними результатами» і виникають спонтанно та еволюційно.
Посилаючись на Арістотеля, Менгер стверджував, що для пізнання соціальної реальності потрібні дві взаємодоповнюючі, але епістемологічно принципово різні науки: теорія (εἶδος - eidos «форма») та історія (ὕλη - hylē «сутність»). Теорія є аксіоматично-дедуктивною, тоді як історія базується на емпіричних даних. Історична школа неприпустимо змішує ці два поняття. Економічна теорія ніколи не може ґрунтуватися на емпіричних даних, а є чистою гуманітарною наукою, подібною до математики. Економічна історія, з іншого боку, є незалежною, але рівноправною наукою.

### Суперечка про методи в економічній науці
Опозиція до аналізу Менгера в німецькій економічній науці походила, зокрема, від історичної школи Густава Шмоллера, яка домінувала в Пруссії і відстоювала релятивістський підхід. Менгер, з іншого боку, вважав економічні закони не історично відносними, а логічно та об'єктивно пізнаваними. Різні підходи призвели до так званої Суперечки про методи в економіці (нім. Methodenstreit der Nationalökonomie), в якій роботу Менгера захищали передусім Ойґен фон Бем-Баверк та Фрідріх фон Візер. Термін «Австрійська школа» (або «Віденська школа») спочатку використовувався представниками історичної школи і мав на меті знецінити коло навколо Менгера як провінційне. Однак незабаром австрійці самі прийняли його і згодом полюбляли полемічно цитувати своїх опонентів, які спочатку позитивно характеризували себе як «інтелектуальну гвардію дому Гогенцоллернів».
В ході суперечки про методи Австрійська школа постала як нова, міжнародно визнана економічна школа; у 1891 році Ойґен фон Бем-Баверк написав есе для американського журналу «Літопис Американської академії політичних і соціальних наук», в якому виклав її фундаментальні доктрини. Подальший внесок на ранньому етапі розвитку Австрійської школи зробили Йоганн фон Коморжинський («Вартість в ізольованій економіці» (1889)), Роберт Цукеркандль («Про теорію ціни», 1889), Віктор Матайя («Підприємницький прибуток», 1884), Густав Гросс («Вчення про підприємницький прибуток», 1884), Еміль Сакс («Теоретичні основи державності», 1887) і Роберт Мейєр («Природа доходу», 1887). Школа стала добре відомою в німецькомовних країнах завдяки позитивній згадці в підручнику «Основи політичної економії» (Grundriß der Politischen Ökonomie, 1893) Євгена фон Філіповича.

### Друге покоління: Ойґен фон Бем-Баверк (1851–1914)

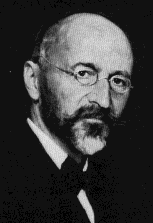
Ойґен фон Бем-Баверк (1851–1914)

Представником другого покоління був Ойґен фон Бем-Баверк. Фрідріха фон Візера (1851–1926) також іноді відносять до Австрійської школи. Він був наступником Менгера після 1903 року і зробив внесок у суб'єктивну теорію альтернативних витрат. Він вперше використав термін «гранична корисність». Фон Мізес вважав його роботу нетворчою і відносив його більше до Лозаннської школи навколо Вальраса, ніж до Віденської школи. Фрідріх Гаєк вважав його «Теорію суспільного господарства» (нім. Theorie der Wirtschaft gesellschaftliche, 1914) радше особистим досягненням, аніж працею Австрійської школи.

#### Капітал і процент (1884–1902)
У праці «Капітал і процент» фон Бем-Баверк зробив значний внесок у розвиток суб'єктивістської теорії капіталу та відсотка. Для нього людська діяльність — це будь-яка вольова поведінка людини. Цілі цієї поведінки вільно обираються і намагаються бути досягнутими за допомогою вільно обраних засобів, які суб'єктивно здаються придатними для досягнення мети. Цінність і корисність описують психологічну оцінку мети і засобів. Цілі та засоби не є об'єктивно даними, а є результатом підприємницької поведінки людей. В результаті вольової активності людина будує плани, часто несвідомо; план — це мисленнєвий прогноз поступового досягнення цілей у часі. Для нього час слід розуміти не у фізичному сенсі, а як категорію економіки людської діяльності. Людська діяльність завжди має мету. Люди відокремлені від цієї мети часом. Люди цінують використання часу менше, ніж мету, якої вони прагнуть досягти. За інших рівних умов, у випадку двох потреб однакової цінності, вона віддає перевагу тій, яка буде досягнута раніше, а не тій, яка буде досягнута пізніше (закон часової преференції).
Капітальні блага є проміжними етапами для будь-якої діяльності та виробничого процесу. Що таке капітальні блага, залежить від суб'єктивного погляду. Капітальні блага завжди слугують певній меті, тобто вони є благами вищого порядку (також «засобами виробництва»). Капітальними благами можуть бути природні ресурси, праця і час, які використовуються підприємницькими здібностями людини. Неодмінною умовою виробництва капітальних благ є заощадження, тобто відмова від негайного споживання. Бем-Баверк пояснює це на прикладі Робінзона Крузо: він щодня збирає ожину, щоб прогодувати себе. Завдяки креативному підприємницькому акту творення знань він усвідомлює, що за допомогою палиці може нагинати вищі гілки і таким чином збирати більше ожини за менший час. На пошук відповідної палиці та роботу з нею пішло б близько п'яти днів. Оскільки за цей час він не може зібрати жодної ягоди ожини, він повинен зробити запаси на цей час, заощадивши і зібравши більше ягід, що займе близько десяти днів. Таким чином, нагромадження капітальних благ відбувається шляхом зважування найкращого можливого використання теперішнього і майбутнього. Якщо капіталіст припускається підприємницької помилки, відмова від споживання виявляється марною. У сучасній економіці завдання капіталіста жодним чином не змінилося порівняно з минулим: Навіть якщо економічні процеси є складнішими, а часовий горизонт набагато довшим, сутнісною характеристикою капіталіста є заощадження. Різниця між багатими і бідними країнами полягає в обсязі капіталу, накопиченого з часом. Бем-Баверк розуміє капітал як вартість капітальних благ у ринкових цінах. Оскільки в соціалістичних економічних системах немає ринків, а отже, і цін, то економічний розрахунок неможливий, а отже, і капіталу не існує.
Цінність благ змінюється від людини до людини і навіть для однієї і тієї ж людини з плином часу. Отже, обмін благами створює ринок. Інтерес пояснюється взаємодією між капітальними благами і часовими перевагами: якщо деякі люди цінують капітальні блага в теперішньому часі вище, ніж капітальні блага в майбутньому, це також створює ринок. Люди, які цінують капітальні блага низько в теперішньому часі, обходяться без них і віддають їх людям, які цінують їх високо в теперішньому часі. Таким чином, капіталіст відмовляється від частини свого споживання, щоб зробити капітал доступним для робітників, а також для власників засобів виробництва. Підприємницький рівень часової преференції виражається в ринкових цінах: відсотках. Відсоток займає центральне місце у виробничій структурі суспільства, а кредитний ринок є лише невеликою частиною цього ринку. Для деяких спостерігачів, зокрема для Мальта М. Фабера, теорія капіталу Бем-Баверка є незмінним ядром австрійської доктрини; інші, однак, вбачають невідповідності із суб'єктивістським підходом Менгера.

### Критика Маршалла, Маркса і Кларка
Паралельно з суперечкою про методи Бем-Баверк мав суперечку з Альфредом Маршаллом. Останній розглядав ціну як таку, що визначається історично заданими витратами, тобто як об'єктивно дану. Бем-Баверк, з іншого боку, розглядав витрати як результат ціни (теорія суб'єктивних витрат).
Австрійська школа почала взаємодіяти з марксизмом на ранньому етапі; її представники відкидали всі форми соціалізму та централізованого управління. Це можна простежити, перш за все, у Бем-Баверка, який розширив роботу Менгера у своїй праці «Капітал і процент» (1884–1902) і спробував систематично спростувати трудову теорію вартості Карла Маркса, яка вважається фундаментальною для марксизму, в той час як багато інших економістів почали займатися марксизмом лише після Жовтневої революції 1918 року. Бем-Баверк був першим, хто заявив про непослідовність трудової теорії вартості в першому і третьому томах «Капіталу» Маркса. Суперечка була продовжена Людвігом фон Мізесом і Фрідріхом Гаєком у суперечці про економічний розрахунок при соціалізмі.
Бем-Баверк насамперед виступав проти теорії Маркса про «експлуатацію» робітників. Насправді, власники засобів виробництва допомагатимуть робітникам, оскільки виплачуватимуть їм заробітну плату заздалегідь. Маркс ігнорував фактор часу та часової преференції. Він також переоцінив фактор праці. Трудова теорія вартості Маркса є циклічною. Технічний прогрес не замінив людську працю, він лише зробив її більш продуктивною і таким чином забезпечив збільшення капіталу і процвітання. Він виступав проти кризової теорії капіталізму Маркса: чому капіталіст повинен продовжувати виробництво, незважаючи на падіння норми прибутку?.

Його критика Маркса незабаром зробила його найвідомішим представником Австрійської школи. З боку марксистів це незабаром стало розглядатися як втілення буржуазної критики Маркса. Микола Бухарін намагався спростувати цю критику з марксистського боку. Зокрема, він писав  у своїй роботі «Политическая экономия рантье. Теория ценности и прибыли австрийской школы» (1919 р.):
Загальновизнано, що найбільш сильним ворогом марксизму є саме австрійська теорія.
Рудольф Гільфердінг брав участь в одному з семінарів Бем-Баверка в 1906 році.
Бем-Баверк також виступав проти теорії капіталу Джона Бейтса Кларка та Леона Вальраса, яку він назвав «містичною» та «статичною». Капітал як такий не призводить до отримання відсотків («вартісного желе»). Його потрібно використовувати у підприємницький спосіб.

### Третє покоління: Людвіг фон Мізес (1881–1973)

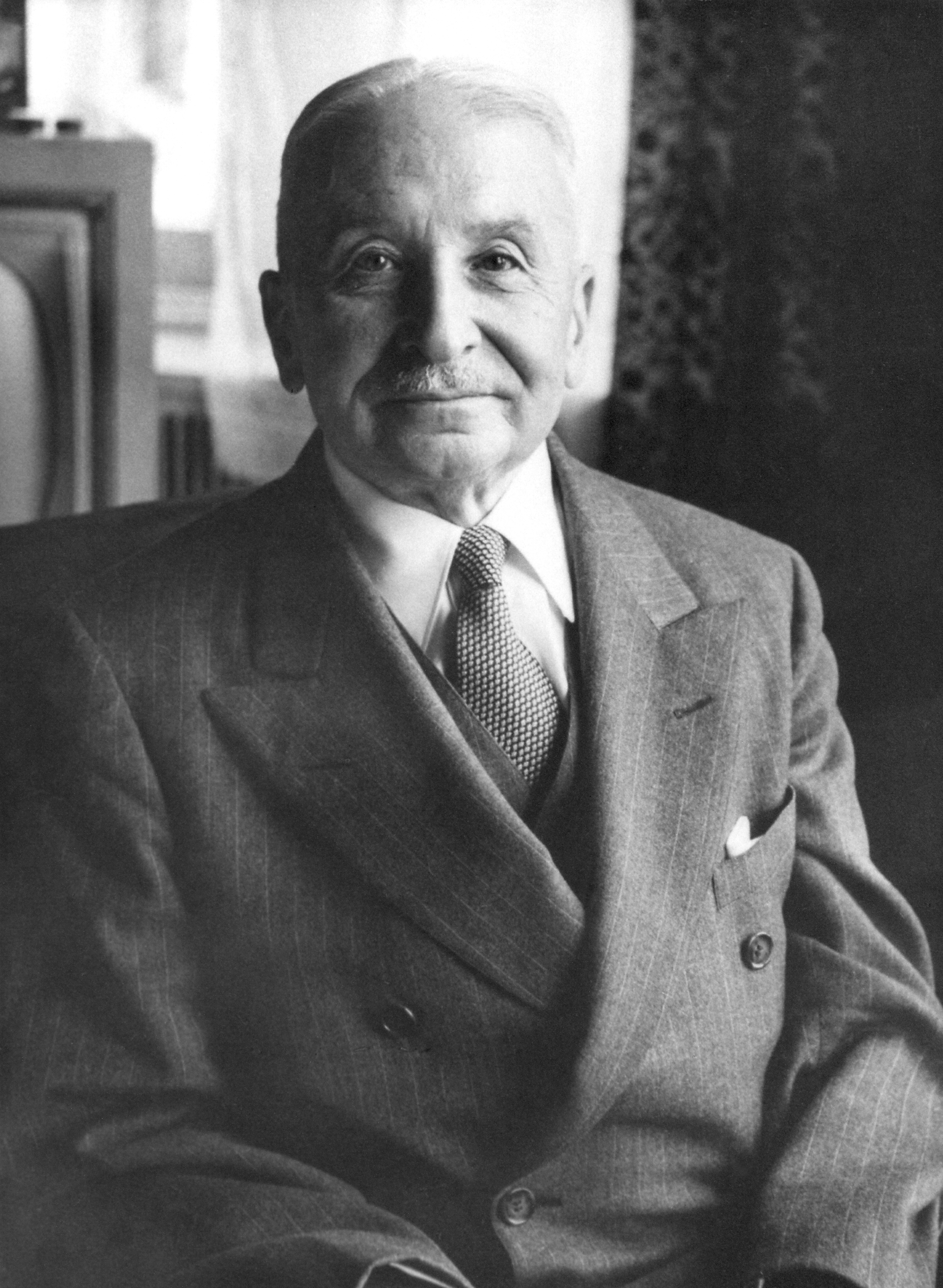
Людвіг фон Мізес (1881–1973)

Третє і четверте покоління також називають «молодшою Австрійською школою». Найважливішим представником третього покоління є Людвіг фон Мізес. Іншими представниками цього етапу розвитку є Ганс Майєр (наступник Фрідріха фон Візера), Ріхард фон Штрігль, Евальд Шамс, Лео Шонфельд-Іллі та Олександр Мар (економіка (1948)). Фон Мізес був послідовником історичної школи Густава Шмоллера, поки взимку 1903 року не прочитав «Принципи економічної науки» Карла Менгера, а потім до 1914 року відвідував приватний семінар Бем-Баверка, до якого також належав Йозеф Шумпетер. Він розширив вчення Менгера і Бем-Баверка, включивши в нього теорію грошей і кредиту, і заклав основи Австрійської теорії економічних циклів. Він узагальнив вчення Австрійської школи в найбільш систематизованій формі в книзі «Людська діяльність».

#### Теорія грошей та кредиту (1912)
Людвіг фон Мізес вирішив проблему циклічних міркувань у застосуванні граничної корисності до теорії грошей своєю теоремою регресії. Купівельна спроможність грошей створюється попитом і пропозицією. До появи теорії грошей і засобів обігу фон Мізеса проблема полягала в тому, що попит на гроші виникає саме через їхню купівельну спроможність. Фон Мізес вирішив цю проблему, простеживши попит на гроші сьогодні до їхньої купівельної спроможності в минулому, до дня, коли гроші були вперше викарбувані. Тоді вартість грошей визначалася їхньою товарною вартістю (наприклад, вартістю золота). Ця теорія відповідає еволюційній теорії соціальних інститутів Менгера.
«Теорія грошей та кредиту» Людвіга фон Мізеса незабаром стала роботою-стандартом в цій галузі в усій континентальній Європі. В англомовному світі цю роботу майже не сприйняли навіть після її перекладу на англійську мову в 1930-х роках. Пізніше Кейнс шкодував, що не знав про монетарну теорію Мізеса до своєї роботи.
Теорія ділового циклу Людвіга фон Мізеса була результатом поєднання теорії капіталу Бем-Баверка та робіт валютної школи. Створення грошей банками та центральним банком відповідало за економічні цикли. Циклічне і неконтрольоване зростання грошової маси створює кредити ex nihilo зі штучно заниженими відсотковими ставками. Інфляція та кредитна експансія спотворюють всю систему цін, ціна втрачає свою функцію надання інформації про дефіцит, а непродуктивні способи виробництва штучно підтримуються. Неминучим результатом цього були кризи та рецесії, щоб привести спричинені цим недостатні інвестиції у відповідність до реальності. Людвіг фон Мізес бачив глобальну економічну кризу як результат поганих монетарних рішень у 1920-х роках. Єдиним рішенням були банки зі 100% резервами. Пояснення фон Мізеса стало першим мікроекономічним поясненням природи економічного циклу.

#### Соціалізм: економічний та соціологічний аналіз (1922)
Після суперечки про методи та суперечки навколо теорії капіталу Бем-Баверка, суперечка про неможливість соціалізму стала третьою великою суперечкою в історії економічної теорії, в якій брала участь Австрійська школа. Для Людвіга фон Мізеса неможливість економічного розрахунку при соціалізмі була центром його аргументації. Він стверджував, що у вільній економіці ціна виникає із зв'язку між суб'єктивною оцінкою (порядковими числами) і добровільним обміном на ринку; суб'єктивна оцінка виражається там у ринкових цінах (кардинальних числах), які надають інформацію про дефіцитність товару. На думку Людвіга фон Мізеса, соціалізм та інтервенціонізм зрештою базувалися на примусі, а отже, перешкоджали добровільному обміну. Перетворення суб'єктивної оцінки в кардинальні цифри, необхідне для економічних розрахунків, унеможливлюється. Центральний адміністративний орган не мав достатньої інформації.
Людвіг фон Мізес бачив помилкові висновки соціалістичної економічної теорії в класичній об'єктивній теорії вартості. У їхніх моделях рівноваги вся необхідна інформація була об'єктивно дана; модель була статичною. У 1938 році Френк Найт розглядав соціалізм не як економічну проблему, а як політичну.
Загальна економіка привела Фрідріха Гаєка, до того часу фабіанського соціаліста, та Вільгельма Рьопке до конфлікту з Австрійською школою та відходу від соціалістичних ідей. Оскар Ланге, Влодзімєж Брус і Гарольд Ласкі тоді звернули увагу на проблему економічного розрахунку, яка для Маркса все ще була несуттєвою. Лайонел Роббінс також перебував під сильним впливом «Соціалізму»; він написав книгу «Природа і значення економічної науки» (1932), яка мала величезний вплив на сприйняття Австрійської школи в англо-американському світі. За його посередництва Фрідріх Гаєк отримав посаду в Лондонській школі економіки в 1931 р. Приватний семінар Людвіга фон Мізеса також відвідували Фелікс Кауфман, Альфред Шютц та Ерік Фоґелін.

#### Людська діяльність: трактат з економічної теорії (1949)

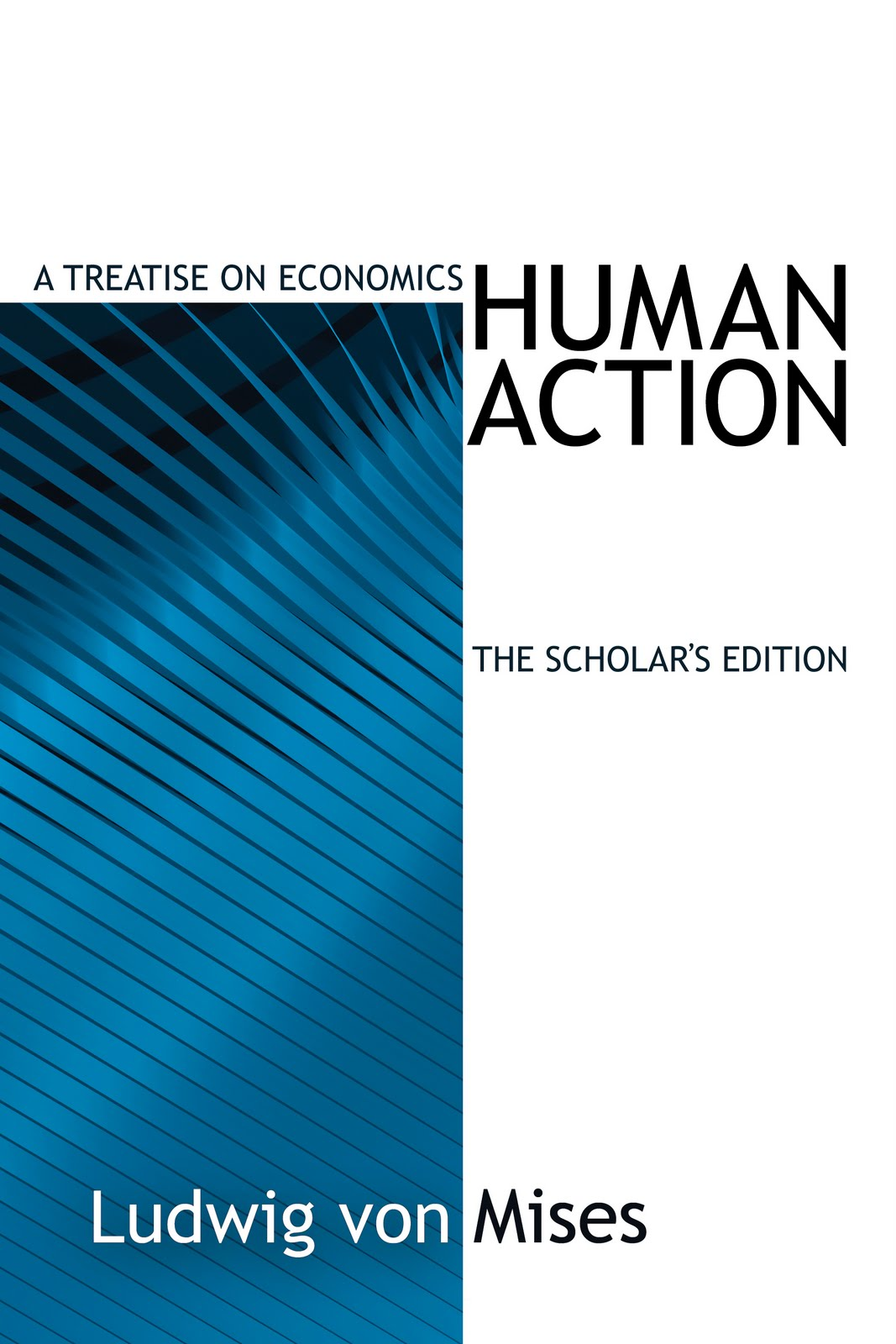
Людська діяльність

«Людська діяльність: Трактат з економічної теорії» є найбільш систематизованим і послідовним викладом вчення Австрійської школи, як воно розвивалося до Мізеса. У ній Мізес розвиває теорії Менгера та Бем-Баверка від економічної теорії до всеосяжної теорії людської діяльності — праксеології. Для Мізеса праксеологія — це вільна від цінностей наука, яка відповідає на питання для кожної дії: чи має дія бажані наслідки? Для Мізеса кожна діяльність має підприємницьке ядро, яке полягає у творчому створенні інформації про майбутнє. Для Мізеса підприємництво не полягає у прийнятті рішень на основі розрахунків, що максимізують корисність. Він вважав homo oeconomicus невідповідною моделлю. Прибуток підприємця походить не від прийняття математичних ризиків, а від якнайкращого передбачення майбутніх потреб споживачів, пошуку та створення інформації. Підприємницьким здібностям не можна навчитися, вони є фундаментально неакадемічними і базуються на вроджених здібностях людини.
Одна з аксіом праксеології Мізеса полягає в тому, що кожна людська дія має мету і що існує вибір між цими цілями. Вибір є поняттям внутрішнього світу, що передує пізнанню зовнішнього світу, і категорією людської діяльності; він не може бути емпірично перевірений або спростований, оскільки емпіріка фіксує лише факти зовнішнього світу. Обрані цілі також недоступні для економічних законів; можна перевірити лише адекватність використовуваних засобів. Наявні засоби спочатку використовуються для важливих цілей (закон спадної граничної корисності). Досягнення однієї і тієї ж мети раніше краще, ніж пізніше (закон часової преференції). Вся людська поведінка відбувається в часі. Люди переходять з одного стану в інший завдяки задоволенню потреб. З іншого боку, історія — це теорія про зміст людської діяльності в минулому.

### Четверте покоління: Фрідріх Гаєк (1899–1992)

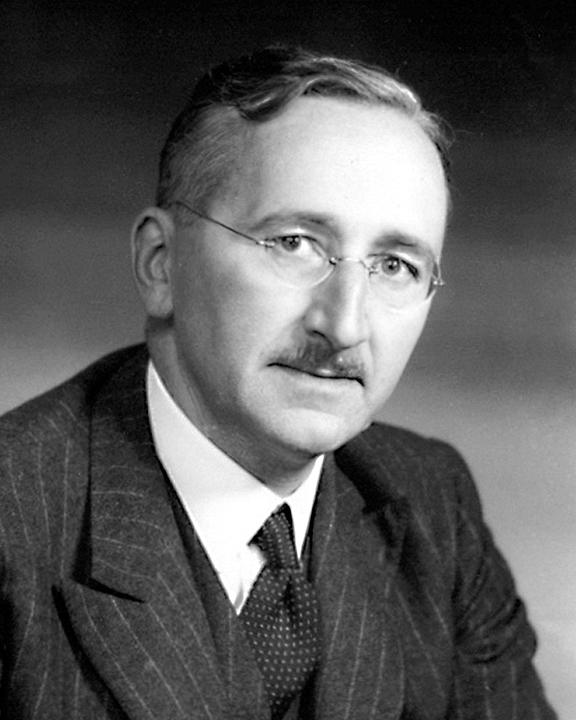
Фрідріх Гаєк (1899–1992)

Фрідріх Август фон Гаєк є головним представником четвертого покоління Австрійської школи. Іншими важливими представниками четвертого етапу розвитку є Готфрід фон Хаберлер, Фріц Махлуп, Оскар Моргенштерн, Пауль Розенштайн-Родан та Людвіг Лахманн.
До початку 1930-х років майже всі представники Австрійської школи (за винятком Ганса Майєра) залишили Відень (частково з політичних причин) і продовжили працювати в різних англосаксонських країнах. Суто історичний погляд розглядає Австрійську школу як значною мірою інтегровану в основну економічну течію; із зникненням Відня як центру, Віденська школа також зникла і стала епізодом в економічній історії. Оскільки вчення Історичної школи майже не було представлено, представники Австрійської школи могли припустити, що їхнє вчення в кінцевому підсумку взяло гору.
У 1940–1950-х роках представники Австрійської школи усвідомили, що їхні вчення радикально відійшли від економічного мейнстріму під впливом Мізеса та Гаєка. З середини 1930-х років Австрійська школа була віднесена до неортодоксальної економіки.

Деякі дослідники історії економічної думки відносять Мізеса та Гаєка до другого поколіня Австрійської школи, розуміючи під першим поколінням Менгера та Бем-Баверка. Зокрема, Норман П. Беррі зазначає: 
Саме друге покоління Австрійської школи, представлене Мізесом, Хайєком та їхніми безпосередніми учнями, розробило ту версію Австрійської школи, яка так яскраво виділялася на загальному фоні економічної ортодоксії; саме так виникла економічна теорія, яка не тільки не була продовженням неокласики, але й виявилася її радикальною альтернативою.

#### Ціни та виробництво (1931)
Фрідріх Гаєк розширив теорію бізнес-циклу Мізеса. Книга «Ціни та виробництво» є реалізацією ідей, які Гаєк опублікував у 1928 році в есе «Міжчасова цінова рівновага і рух вартості грошей». У 1974 році Гаєк отримав Премію пам'яті Альфреда Нобеля з економіки за роботу «Ціни та виробництво», яку він розділив з Гуннаром Мюрдалем. Його аналіз фундаментально ґрунтується на традиційній теорії рівноваги (модель загальної рівноваги). На нього також вплинула теорія Кнута Вікселя, згідно з якою в основі нерівноважних процесів лежить розбіжність між природною процентною ставкою та процентною ставкою, встановленою банками. Наступні міркування є фундаментальними для теорії бізнес-циклу Гаєка: добровільні заощадження зменшують попит на споживчі товари. Відносна ціна споживчих товарів падає. Темпи нагромадження капіталу зростають, що призводить до падіння процентної ставки на гроші. Якщо вартість капіталу падає, інвестиції в більш продуктивні засоби виробництва стають більш доцільними (ефект Рікардо). Поки це базується на добровільних заощадженнях, економіка прагне до рівноваги. Для ілюстрації своєї теорії Гаєк використовував трикутник, пізніше названий його ім'ям, в якому окремі стадії виробництва аж до кінцевого продукту, що споживається, представлені стовпчиками, структура яких змінюється завдяки ефекту Рікардо.
Якщо відсоткова ставка на гроші падає нижче природної відсоткової ставки через кредитну експансію, інвестиції в засоби виробництва зростають. Зменшення виробництва споживчих товарів компенсується незмінним попитом. Відмова від споживчих товарів призводить до «вимушеного заощадження», яке відповідає ресурсам, використаним інвесторами. У результаті зростання цін економічний пік досягає критичної точки: ціни на споживчі товари зростають разом зі зростанням відсоткових ставок. Для Гаєка єдиними рішеннями були подальша кредитна експансія, щоб уникнути падіння попиту на капітальні товари, або болісний, але постійно неминучий процес рецесії. Під час рецесії міжгалузевий дисбаланс вирівнюється з фактичною структурою попиту (теорія монетарного надмірного інвестування). На відміну від монетаризму, для Гаєка поява рецесій була викликана взаємодією між монетарними явищами та реальною структурою виробництва. Гаєк вважав, що його робота була підтверджена Великою депресією. Джон Мейнард Кейнс і Мілтон Фрідман, з іншого боку, вважали рекомендації Гаєка шкідливими і однією з причин, чому Велика депресія стала Великою депресією. Теорія циклічних коливань і можливості економічних криз через вимушені заощадження була піддана фундаментальній теоретичній критиці П'єро Сраффа.

Фрідріх Гаєк вбачав основи кейнсіанства в роботі Чиказької школи навколо Френка Найта та його «містичної» теорії капіталу. У дискусії після публікації книги Кейнс описав теорію Гаєка як «одну з найстрашніших плутанин, які я коли-небудь читав, в якій майже немає жодного обґрунтованого твердження». Гаєк звинуватив Кейнса в тому, що його теорії не ґрунтуються на систематичній теорії капіталу і що його макроекономічні спостереження не приносять користі. Теорія недоспоживання була міфом. Але Чиказька школа, зокрема Мілтон Фрідман, також відкидала теорію ділового циклу Австрійської школи і вважала жорстку відмову від державного втручання під час економічних криз небезпечною і шкідливою:
«Пояснення бізнес-циклу Гаєка-Мізеса суперечить фактам. Я вважаю, що воно є хибним».
«Теорія бізнес-циклу Гаєка-Мізеса суперечить фактам. Я вважаю, що вона є хибною».

- Мілтон Фрідман: «Модель “висмикування” ділових коливань переглянута», 1993 рік.

#### Контрреволюція науки (1955)
Після переїзду Фрідріха Гаєка до Чикаго в 1949 році, він менше переймався суто економічними питаннями. Тепер його роботи були зосереджені на соціально-філософських міркуваннях про соціалізм, «фрагментарну технологію» та «соціальних інженерів». Продовжуючи думки Менгера,  Гаєк стверджував, що суспільство не може бути організоване раціонально, оскільки знання в суспільстві лише розсіяні. Натомість розвивається «спонтанний порядок», який називається космосом, який слід відрізняти від порядку, створеного свідомою дією, що називається таксіс. У спонтанному порядку люди можуть переслідувати свої вільно обрані цілі за допомогою вільно обраних засобів. Сутність держави, однак, полягає в примусі і насильстві. Спонтанний порядок порушується, коли робляться спроби встановити новий порядок у всьому суспільстві. Насильницьке порушення цього спонтанного порядку зменшує стимул до створення знань. Всі соціальні інститути, такі як мова, право і мораль, не можуть контролюватися централізовано, а є розпорошеним, еволюційним процесом, в якому досвід і бажання мільйонів окремих людей є релевантними.
Соціалістичні ідеї базувалися на перенесенні атавістичних уявлень, які були придатні для малих груп і племен з перших днів існування людства. Збереження цих ідей, характерних для соціалізму, в довгостроковій перспективі призвело б до примітивного натурального господарства в племенах. Вони не підходять для підвищення рівня життя в сучасному суспільстві, заснованому на поділі праці, яке характеризується мирним і добровільним обміном товарами. Таким чином, Гаєк узагальнив теорію Мізеса для кожного картезіансько-раціоналістично сконструйованого суспільства. У «Контрреволюції науки» (нім. Missbrauch und Verfall der Vernunft) він називає ці ідеї, які сягають Конта, Сен-Симона та Бентама, «сцієнтизмом»: методи природничих наук (особливо фізики) не можуть бути перенесені на соціальні науки. Роблячи це, він також спрямовував себе проти позитивізму Мілтона Фрідмана. Хоча він захоплювався Фрідманом і багатьма його ідеями, він вважав його методологію, викладену в «Нарисах позитивної економіки» (1953), небезпечною. Монетаризм і кейнсіанство, зрештою, були дуже схожими.

#### Право, закон і свободи (1973–1979)
Для Гаєка соціалізм характеризувався інституціоналізованим і систематичним примусом. За соціалізму абстрактне і загальноприйняте право було перетворено на бюрократичні інструкції для індивідуальної поведінки. Вільно обрані норми поведінки замінюються державними інструкціями. Правосуддя також визначається за соціалізму принципово по-іншому. Якщо iustitia традиційно вирішувала наосліп і безвідносно до багатства і бідності відповідно до абстрактних норм, то соціальна справедливість була результатом довільного рішення центрального органу щодо рівності результатів. Однак це докорінно суперечить ідеї рівності перед законом; правова визначеність більше не дотримується. На зміну добровільному договору приходить гегемонія більшості.

### Австрійська школа та нео-австрійці в США
Раннє сприйняття Австрійської школи в США можна простежити в роботах Бенджаміна Андерсона («Цінність грошей» (1917)), Філіпа Вікстеда та Френка Феттера, а після еміграції Людвіга фон Мізеса до США — Генрі Гацліта, Вільяма Гарольда Хатта, Курта Річебехера, Фредеріка Наймаєра та Ганс Зенгольц. Серед політичних знаменитостей, які вплинули на доктрину, можна назвати конгресмена США Рона Пола, який сам публікувався на цю тему[42][43], та колишнього президента Чехії Вацлава Клауса[44][45][46][47] На основі робіт Гаєка (особливо трикутника Хайєка) Роджер Гаррісон створив макроекономіку структур капіталу з метою узгодження довгострокових та короткострокових перспектив[48].

### Мюррей Ротбард (1926–1995)

#### Велика депресія в США (1963)

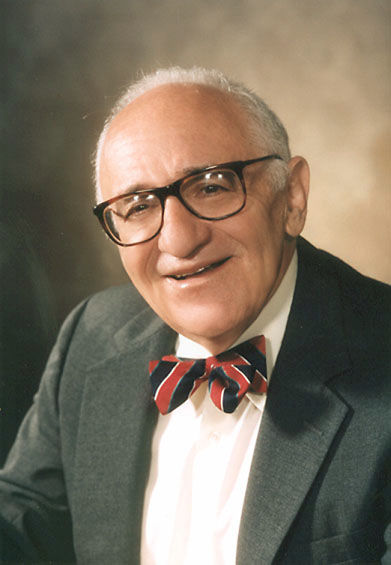
Мюррей Ротбард (1926–1995)

Мюррей Ротбард познайомився з Людвігом фон Мізесом у 1950-х роках; праця Мізеса «Людська діяльність» справила на нього потужний вплив. Під час Великої депресії в Америці він застосував теорію бізнес-циклу фон Мізеса до Великої депресії 1929 року. Він дійшов висновку, що вона була спричинена попередньою інфляційною монетарною політикою 1920-х років і була невиправдано продовжена подальшою інтервенціоністською економічною політикою Герберта Гувера. Це діаметрально протилежний аналіз Мілтона Фрідмана, опублікований в той самий час в «Монетарній історії Сполучених Штатів (1857-1960)». Ці відмінності, звичайно, можна пояснити тим, що Фрідман дотримувався традиційного визначення інфляції, згідно з яким вона полягає у зростанні рівня цін. Ротбард, з іншого боку, використовував термін фон Мізеса, згідно з яким інфляція вже існує, коли зростає грошова маса. Він також включав до грошової маси всі грошові замінники, які можна викупити за номінальною вартістю, в тому числі права на відмову від полісів страхування життя.

#### Людина, економіка та держава (1962)
Ротбарда бачить основу економічної методології в праксеології Людвіга фон Мізеса: для Ротбарда економіка є лише частиною теорії людської діяльності, яка має бути розроблена дедуктивно на основі праксеологічних аксіом. Він конкретизував і систематизував роботу фон Мізеса, але навряд чи запровадив якісь інновації в економічній термінології порівняно з фон Мізесом. Однак він доповнив основи праксеології двома допоміжними припущеннями:
«Ця праця виводить всю економічну науку з кількох простих і аподиктично істинних аксіом: фундаментальної аксіоми діяльності, яка полягає в тому, що люди використовують засоби для досягнення цілей, і двох допоміжних постулатів: що існує розмаїття людських і природних ресурсів, і що дозвілля є споживчим благом».
“The present work deduces the entire corpus of economics from a few simple and apodictically true axioms: the Fundamental Axiom of action—that men employ means to achieve ends, and two subsidiary postulates: that there is a variety of human and natural resources, and that leisure is a consumer’s good.”

– Murray Rothbard: Man, Economy and the State (1962), S. xi.
Людвіг фон Мізес, як і раніше, категорично відкидав будь-які аргументи, засновані на природному праві, і був прихильником утилітарного методу. Ротбард, з іншого боку, намагався поєднати апріорний метод фон Мізеса з принципом ненападу природного права: Етика і природне право є об'єктивно визнаними. Він також замінив принцип суверенітету споживача суверенітетом особистості. Занурений у цей ширший ідеологічний, етичний і політичний контекст, Ротбард дійшов набагато радикальніших політичних висновків, ніж фон Мізес: вимога радикального капіталістичного лібертаріанства, анархо-капіталізму. З кінця 1960-х років Ротбард звертається не стільки до економічних питань, скільки до своєї політичної ідеології, найповнішим викладом якої є «Влада і ринок» (1970). Аргументація Ротбарда на користь природного права також контрастує з аргументацією Фрідріха Гаєка. Для Гаєка дедукція з передумов природного права була методологічно пов'язана з небезпечним конструктивістським раціоналізмом. Ротбард, з іншого боку, вважав ірраціональним будь-який метод, відмінний від природного права: людина здатна визнати природне право завдяки своєму розуму. Не визнавати цього було б відмовою від розуму. Він піддав жорсткій критиці «Конституцію свободи» Гаєка: «Це, на диво і прикро, надзвичайно погана, і я б навіть сказав, зла книга».

### Інститут Людвіга фон Мізеса
У 1982 році Ллелевін Роквелл заснував лібертаріансько-академічний Інститут Людвіга фон Мізеса в Оберні (штат Алабама). Завдяки його впливу австрійську економіку в США зазвичай називають природним правом, консервативним анархо-капіталізмом. Цей напрям у США бере свій початок з інтерпретації Мюрреєм Ротбардом робіт Людвіга фон Мізеса. Членами інституту є Ганс-Герман Гоппе (Університет Невади, Лас-Вегас), Йорг Гвідо Хюльсманн (Університет Анже), Паскаль Салін (почесний професор Університету Париж-Дофін) та Хесус Уерта де Сото (Університет Рей Хуан Карлос).
Частково ця інтерпретація суттєво відрізняється від поглядів Менгера до фон Гаєка: Бем-Баверк, фон Мізес і фон Гаєк категорично відкидали анархію і природно-правові обґрунтування. Для них ринок може існувати лише в рамках державного порядку. Незважаючи на свою антимарксистську позицію, Австрійська школа від Менгера до Гаєка залишалася досить аполітичною. Візер не виключав державного втручання. Гаєк і фон Мізес надавали великого значення безвартісній природі свого економічного методу. Ротбард та Інститут Людвіга фон Мізеса в його традиції, з іншого боку, виступали за анархо-капіталізм, легітимізований природним правом. У культурному та етичному плані члени цієї організації відносять себе до консерваторів. The Review of Austrian Economics (ISSN 0889-3047) та Quarterly Journal of Austrian Economics (ISSN 1098-3708) вважаються найважливішими академічними журналами з Австрійської економіки.

### Ізраель Кірцнер (1930)Конкуренція та підприємництво (1973)

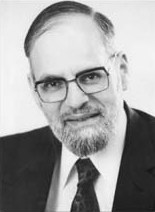
Ізраель Кірцнер (1930)

Ще одним американським учнем фон Мізеса є Ізраель Кірцнер (Нью-Йоркський університет). На відміну від Ротбарда, Кірцнер шукав діалогу з мейнстрімною економікою та підкреслював схожість. Наприклад, «Теорія ринку і система цін» (1963) є спробою інтегрувати теорію цін фон Мізеса в традиційну теорію цін. «Есе про капітал» (1966) було сучасною версією австрійської теорії капіталу.
Книга Кірцнера «Конкуренція та підприємництво» вважається першим важливим американським внеском у традиційну економічну теорію з особливим австрійським колоритом. Замість того, щоб заперечувати, як це робив Ротбард, фундаментальну опозицію до неокласичної моделі, цей внесок розглядається як заповнення широко визнаної прогалини в неокласичній мікроекономічній моделі: моделі рівноваги були беззаперечно визнані, але не було згоди щодо того, як насправді виникають рівноважні ціни. Кірцнер запропонував заповнити цю прогалину за допомогою австрійської моделі ринків як процесів підприємницьких відкриттів.

Для Кірцнера завдання підприємця полягає в тому, щоб забезпечити постійне пристосування цін до ринкової рівноваги. У будь-який час і в будь-якому місці існує незліченна кількість невикористаних можливостей, з яких можна було б отримати прибуток. З іншого боку, в неокласичній моделі повної інформації всі можливості для отримання прибутку вже мали б бути виявлені. Насправді, для Кірцнера неповна інформація є причиною прибутку. Підприємець відрізняється від інших тим, що він використовує свою «пильність», щоб відстежувати такі можливості і капіталізувати їх. В принципі, підприємцем може бути будь-хто. Для нього конкуренція існує лише доти, доки підприємці конкурують і мають можливість конкурувати один з одним за допомогою інновацій у продуктах та зниження цін.
«Для мене зміни, які ініціює підприємець, завжди спрямовані до гіпотетичного стану рівноваги; це зміни, які відбуваються у відповідь на існуючі патерни помилкових рішень, патерни, що характеризуються втраченими можливостями. Підприємець, на мою думку, приводить у взаємне узгодження ті дисонуючі елементи, які є результатом попереднього незнання ринку.»
“For me the changes the entrepreneur initiates are always toward the hypothetical state of equilibrium; they are changes brought about in response to existing patterns of mistaken decisions, a pattern characterised by missed opportunities. The entrepreneur, in my view, brings into mutual adjustment those discordant elements which resulted from prior market ignorance.”

– Israel Kirzner: Competition and Entrepreneurship.
Зрештою, робота Кірцнера являє собою поєднання концепції підприємця фон Мізеса, збагаченої концепцією підприємницької пильності (alertness,) з теорією знання  Гаєка. На його думку, традиційна неокласична модель робить акцент на рівноважній ціні, яка насправді є лише перехідним етапом. Вивчення еволюційних перехідних процесів є не менш важливою частиною економіки.
Отже, Кірцнер також розглядає монополії в традиційному розумінні як короткостроковий наслідок інновацій та підприємницької майстерності: якщо підприємець є єдиним, хто пропонує певний продукт, це не є проблемою, доки інші мають можливість запропонувати свій інноваційний продукт на ринку. На його думку, справжніми, шкідливими монополіями є лише ті, що виникають через державні привілеї та спричинені юридичними бар'єрами для конкурентів.
Робота Кірцнера привернула значну увагу в межах мейнстрімної економіки і, таким чином, забезпечила ширше сприйняття австрійської школи в цілому, за межами фундаментальної опозиції Ротбарда. На додаток до Нобелівської премії фон Гаєка, він ініціював так зване австрійське відродження в США.

Сучасний представник АЕШ іспанський економіст Хесус Уерта де Сото так описує відродження Австрійської економічної школи у другій половині XX ст.: 
Присудження у 1974 р., через рік після смерті Мізеса, Нобелівської премії з економіки Фрідріху Гаєку, його найбільш блискучому учневі, й зростаюча недовіра до кейнсіанської макроекономічної теорії та її інтервенціоністським рецептам — ситуація, яка вперше стала очевидною у період стагфляції 1970-х, — надали новий імпульс доктринальному розвитку Австрійської школи. … Ведучу роль у цьому відродженні відіграли двоє найбільш блискучих американських ученика Мізеса — Мюррей Ротбарт та Ізраель Кірцнер.

## Критика

### Загальна критика
Більшість економістів відкидають Австрійську школу, оскільки вона дуже критично ставиться до використання статистики та емпіричної методології.
Пол Кругман заявив, що економісти цієї школи не можуть визнати помилки у власному мисленні, оскільки «австрійці» не використовують явні моделі.
Джеффрі Сакс стверджує, що серед промислово розвинених країн країни з високими податковими ставками та високими соціальними витратами демонструють кращі результати за більшістю показників економічної ефективності, ніж країни з низькими податковими ставками та низькими соціальними витратами. Він робить висновок, що Фрідріх Гаєк помилявся, стверджуючи, що високі державні витрати шкодять економіці, і що «щедра держава загального добробуту — це шлях не до рабства, а до справедливості, економічної рівності та міжнародної конкурентоспроможності».

### Методологія
Критики зазвичай стверджують, що Австрійській школі бракує наукової строгості і вона відкидає наукову методологію, наприклад, використання емпіричних даних для моделювання економічної поведінки.
Деякі економісти описують австрійську методологію як апріорну або неемпіричну, а отже несумісну з сучасним розумінням науки.
Марк Блауг критикує надмірну залежність Австрійської школи від методологічного індивідуалізму і стверджує, що це виключає всі макроекономічні теорії, які не можуть бути зведені до мікроекономічних теорій. Блауг критикує цей теоретичний редукціонізм.
Американський економіст Томас Майєр заявив, що австрійці відкидають наукову методологію, яка передбачає розробку емпірично фальсифікованих теорій. Крім того, економісти розробили численні експерименти, які надають релевантну інформацію про індивідуальні уподобання.
Пол А. Семюельсон писав у 1964 році, що більшість економістів вважають, що економічні висновки, зроблені шляхом чистої логічної дедукції, є обмеженими і слабкими. На думку Самуельсона, дедуктивна методологія Мізеса, яка також була прийнята Мюрреєм Ротбардом і меншою мірою учнем Мізеса Ізраелем Кірцнером, була недостатньою сама по собі.

### Теорія ділового циклу
Основні економічні дослідження австрійської теорії бізнес-циклу стверджують, що вона не узгоджується з емпіричними даними. Такі економісти, як Мілтон Фрідман та Пол Кругман, заявили, що вони вважають теорію хибною, виходячи з даних.
Теоретичні заперечення можна підсумувати наступним чином: Австрійська теорія бізнес-циклу вимагає, щоб банкіри та інвестори були систематично і незрозуміло ірраціональними, оскільки інвестори постійно спонукаються (тимчасово низькими відсотковими ставками) до прийняття збиткових інвестиційних рішень.
Мілтон Фрідман сформулював наступну критику:.
«Я думаю, що австрійська теорія бізнес-циклів завдала світові великої шкоди. Якщо повернутися до 1930-х років, що є ключовим моментом, то австрійці сиділи в Лондоні, Гаєк і Ліонель Роббінс, і говорили, що треба просто дозволити дну впасти зі світу. Ви просто повинні дозволити йому вилікуватися. Ви нічого не можете з цим зробити. Ви зробите тільки гірше. Ротбард казав, що було великою помилкою не допустити краху всієї банківської системи. Я думаю, що заохочуючи таку політику нічогонероблення як у Британії, так і в Сполучених Штатах, вони завдали шкоди».
“I think the Austrian business-cycle theory has done the world a great deal of harm. If you go back to the 1930s, which is a key point, here you had the Austrians sitting in London, Hayek and Lionel Robbins, and saying you just have to let the bottom drop out of the world. You've just got to let it cure itself. You can't do anything about it. You will only make it worse. You have Rothbard saying it was a great mistake not to let the whole banking system collapse. I think by encouraging that kind of do-nothing policy both in Britain and in the United States, they did harm.”

– Milton Friedman

### Першоджерела

#### Перше покоління
- Менгер К. Принципи економічної науки. Перша загальна частина / Карл Менгер ; пер. з нім. О. Бялової. — Київ : К.І.С., 2022. — 304 с. (Оригінальна назва: Grundsätze der Volkswirtschaftslehre. Перше видання: 1871)
- Carl Menger: Untersuchungen über die Methode der Sozialwissenschaften, und der politischen Ökonomie insbesondere. Duncker & Humblot, Leipzig 2006, ISBN 3-86550-523-6 (files.libertyfund.org [PDF; 21,3 MB] Перше видання: 1883).

#### Друге покоління
- Eugen von Böhm-Bawerk: Geschichte und Kritik der Kapitalzinstheorien. In: Kapital und Kapitalzins. Erste Abtheilung. Fischer, Jena 1994, ISBN 3-87881-085-7 (ia351402.us.archive.org [PDF; 32,7 MB] Перше видання: 1884).
- Eugen von Böhm-Bawerk: Positive Theorie des Kapitales (Buch I–IV). In: Kapital und Kapitalzins. Zweite Abtheilung, 1. Band. Wagner, Innsbruck 1991, ISBN 3-87881-061-X (Перше видання: 1889).
- Eugen von Böhm-Bawerk: Positive Theorie des Kapitales (Exkurse). In: Kapital und Kapitalzins. Zweite Abtheilung, 2. Band. Wagner, Innsbruck 1991, ISBN 3-87881-061-X (Перше видання: 1902).

#### Третє покоління
- Ludwig von Mises: Theorie des Geldes und der Umlaufmittel. Duncker & Humblot, Leipzig 2005, ISBN 3-428-11882-0 (mises.org [PDF; 24,2 MB] Перше видання: 1912).
- Ludwig von Mises: Die Gemeinwirtschaft – Untersuchungen über den Sozialismus. Gustav Fischer, Jena 2007, ISBN 978-3-8282-0411-9 (docs.mises.de [PDF; 2,9 MB] Перше видання: 1922).
- Ludwig von Mises: Human Action – A Treatise on Economics. 2008, ISBN 978-0-945466-24-6 (mises.org [PDF; 55,7 MB] Перше видання: 1949).

#### Четверте покоління
- Friedrich von Hayek: Prices and Production. Routledge & Kegan, London 1931.
- Фрідріх Гаєк. Шлях до рабства / пер. з англ. Сергій Рачинський. — К. : Наш Формат, 2022. — 208 с. (Перше видання: 1944).
- Friedrich von Hayek: The Use of Knowledge in Society. In: American Economic Review. 1945 (online).
- Friedrich von Hayek: The Counter-Revolution of Science – Studies in the Abuse of Reason. Collier-Macmillan Limited, London 1955 (ia331336.us.archive.org [PDF; 11,8 MB]).
- Хайєк Ф. А. Право, законодавство та свобода: Нове викладення широких принципів справедливості та політичної економії: В 3 т. / Пер. з англ. — К.: Сфера, 1999 (1-й, 2-й том), 2000 (3-й том). (Оригінальна назва: Law, Legislation and Liberty. A New Statement of the Liberal Principles of Justice and Political Economy. Перше видання: 1973).

## Періодичні видання АЕШ

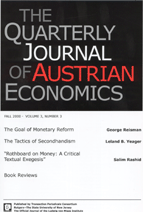

#### Нео-австрійці
- Murray Rothbard: Man, Economy, And State: A Treatise On Economic Principles. D. Van Nostrand Co., Princeton 2004, ISBN 0-945466-30-7 (mises.org [PDF; 5,4 MB]).
- Israel Kirzner: Competition and Entrepreneurship. Chicago University Press, Chicago 1978, ISBN 0-226-43776-0.

#### Критика
- Nikolai Bucharin: Die politische Ökonomie des Rentners. Die Wert- und Profittheorie der österreichischen Schule. Verlag für Literatur und Politik, Wien/ Berlin 1926.
- Frank H. Knight: Professor Mises and the Theory of Capital. In: Economica. Band 8, Nr. 32, November 1941, S. 409–427.
- Robert Nozick: On Austrian Methodology. In: Synthese – An International Journal for Epistemology, Methodology and Philosophy of Science. Band 36, 977, S. 353–392.

### Похідні праці
- Karsten von Blumenthal: Die Steuertheorien der Austrian Economics: Von Menger zu Mises. Metropolis-Verlag, Marburg 2007, ISBN 978-3-89518-618-9 (Zugl. Dissertation Universität Hamburg, 2007).
- Peter Boettke (Hrsg.): The Elgar companion to Austrian Economics. Edward Elgar Publishing, Cheltenham 1998, ISBN 1-85898-776-8.
- Malte Michael Faber: Introduction to Modern Austrian Capital Theory. Springer, Berlin 1979.
- Sandye Gloria-Palermo: The Evolution of Austrian Economics: From Menger to Lachmann. Routledge, London/New York 1999, ISBN 0-415-19500-4.
- Wolfgang Grassl und Barry Smith (Hrsg.): Austrian Economics. Historical and Philosophical Background. New York University Press, New York 1986, ISBN 0-8147-3007-8.
- Friedrich von Hayek: Economic Thought VI: The Austrian School. In: David L. Sills (Hrsg.): International Encyclopedia of the Social Sciences. Band 4. The Macmillan Company & The Free Press, New York 1968, S. 458–462.
- Friedrich A. v. Hayek Institut (Hrsg.): Von Menger bis Mises. Friedrich A. v. Hayek Institut, Wien 2000, ISBN 3-933180-58-9.
- Friedrich A. v. Hayek Institut (Hrsg.): Von Hayek bis White. Friedrich A. v. Hayek Institut, Wien 2000, ISBN 3-933180-59-7.
- John Richard Hicks, Wilhelm Weber (Hrsg.): Carl Menger and the Austrian School of Economics. Oxford University Press, Oxford 1973, ISBN 0-19-828181-1.
- Randall G. Holcombe (Hrsg.): 15 Great Austrian Economists. Ludwig von Mises Institute, Auburn (Alabama) 1999, ISBN 0-945466-04-8.
- Jesús Huerta de Soto: Die österreichische Schule – Markt und Kreativität. Friedrich A. v. Hayek Institut, Wien 2007, ISBN 978-3-902466-03-7. (Originaltitel: La Escuela Austríaca – Mercado y Creatividad. Übersetzt von Ingolf Günter Krumm).
- Israel Kirzner: Austrian Economics. In: Steven N. Durlauf, Lawrence E. Blume (Hrsg.): The New Palgrave – Dictionary of Economics. 2. Auflage. Band 1. Palgrave Macmillan, New York 2008, S. 313–320.
- Norbert Leser: Die Wiener Schule der Nationalökonomie. Boehlau Verlag, Wien 1986, ISBN 3-205-06353-8.
- Fritz Machlup: Austrian Economics. In: D. Greenwald (Hrsg.): Encyclopedia of Economics. MacGraw-hill, New York 1982.
- Reinhard Neck (Hrsg.): Die Österreichische Schule der Nationalökonomie (= Schriftenreihe der Karl Popper Foundation Series. Band 4). Karl Popper Foundation, Verlag Peter Lang, 2008, ISBN 978-3-631-54668-0.
- Mario J. Rizzo: Austrian economics: recent work. In: Steven N. Durlauf, Lawrence E. Blume (Hrsg.): The New Palgrave Dictionary of Economics. Online Edition. Palgrave Macmillan, 2009, doi:10.1057/9780230226203.1915.
- Eugen-Maria Schulak, Herbert Unterköfler: Die Wiener Schule der Nationalökonomie – Eine Geschichte ihrer Ideen, Vertreter und Institutionen. Bibliothek der Provinz, Weitra 2009, ISBN 978-3-902416-17-9.
- Mark Skousen: Vienna & Chicago, friends or foes?: a tale of two schools of free-market economics. Capital Press, Washington 2005, ISBN 0-89526-029-8 (Трактат про неоднозначні стосунки з Чиказькою школою).
- Rahim Taghizadegan: Alles, was Sie über die Österreichische Schule der Nationalökonomie wissen müssen, FinanzBuch Verlag, München, 2017, ISBN 978-3-95972-008-3
- Karen Iversen Vaughn: Austrian Economics in America: The Migration of a Tradition. Cambridge Univ Press, 1998, ISBN 0-521-63765-1.
- Friedrun Quaas, Georg Quaas: Die Österreichische Schule der Nationalökonomie. Darstellung, Kritiken und Alternativen. Metropolis, 2013, ISBN 978-3-7316-1031-1.